# Vittorio Arminjon
Victor Arminjon, en italien Vittorio Arminjon, né à Chambéry le 9 octobre 1830 et mort le 4 février 1897 à Gênes, est un officier passé de la marine sarde à la marine impériale française, puis à la marine royale italienne. Il est chargé de 1865 à 1866 de faire le premier tour du monde de la marine de guerre italienne.

## Biographie

### Origine et mariage
Victor-François Arminjon naît le 9 octobre 1830 à Chambéry (duché de Savoie),,. Il est le fils du sénateur savoyard Mathias Arminjon et de Henriette Dupuy,,,. Il a trois frères dont le chanoine et prédicateur Charles Arminjon.
Il se marie le 8 juin 1859 à Enrichetta Alli-Maccarani, fille de Silvio, marquis Alli Maccarani, général.

### Carrière
Admis à l'école royale de marine de Gênes à l’âge de douze ans, le 8 septembre 1842, Arminjon est fait garde-marine de 2e classe en 1846, puis de 1re classe en juin de l'année suivante,. Il se trouve aux côtés de ses compatriotes et futurs vice-amiraux Simon-Antoine Pacoret de Saint-Bon et Ernest Martin-Franklin. Il participe à la guerre pour l'indépendance et l'unité de l'Italie dans les eaux de l'Adriatique (1848-1849). Il est fait lieutenant de vaisseau de 2e classe le 11 janvier 1855, et de première classe le 11 juin 1859.
Le 23 juin 1860, alors que le duché de Savoie est uni à la France, il démissionne de la marine sarde afin d'intégrer la marine impériale française comme lieutenant de vaisseau,. Il y exerce des commandements sur la Zénobie puis sur l'Asmodée. Un essai sur les boulets creux à percussion lui vaut alors sa nomination de chevalier dans l'ordre de la Légion d'Honneur, le 21 décembre 1860.
En 1861, il décide finalement de conserver la nationalité sarde et réintègre l'État-major de la marine royale italienne,. Il est nommé capitaine de frégate le 28 avril suivant. En décembre 1863, est nommé à la tête de l'école des officiers canonniers de la Marine qui vient d'être créée à Naples. Il est fait capitaine de frégate de 1re classe, le 18 février 1864.
Il effectue, entre 1865 à 1868, le premier tour du monde de la marine de guerre italienne à bord du Magenta, où chargé de lettres de créance de ministre plénipotentiaire du roi Victor-Emmanuel II d'Italie, il réalise les premiers traités avec la Chine et le Japon. Il conduit la frégate Regina de Naples à Montevideo où il prend le commandement de la corvette à vapeur Magenta avec laquelle il entreprend le premier tour du monde de la marine de guerre italienne. Le 25 août 1866, il signe à Edo le premier traité de commerce entre l'Italie et le Japon et, le 26 octobre, à Pékin, le premier traité avec la Chine.
Nommé commandeur de l’ordre des Saints-Maurice-et-Lazare en février 1867, il est promu capitaine de vaisseau de 2e classe le 5 décembre suivant, puis de première classe le 24 mars 1872. De retour en Italie, il exerce les fonctions de directeur des armements puis est nommé commandant de l'école royale de marine. Nommé contre-amiral en 1876, arbore son pavillon sur le cuirassé Roma (it) dont le port d'attache est La Spezia.

### Vie civile
Le 4 mars 1869, il est élu membre correspondant de l'Académie des sciences, belles-lettres et arts de Savoie,.
De confession catholique, il est l'objet d'une cabale s'inscrivant dans le contexte de la lutte du royaume d'Italie contre le Saint-Siège qui le conduit à écrire au Ministre de la Marine une lettre qui sera interprétée comme une offre de démission. Il essaie sans succès de faire annuler cette décision et se retire à Gênes où il siège au conseil municipal presque sans interruption de 1877 jusqu'à sa mort, apaprtenant au groupe catholique de la municipalité.
Pendant les vingt dernières années de sa vie, il se livre à de nombreuses études sur l'économie et la chimie agricole, le terrain de ses observations et expériences se composant de deux domaines qu'il possédait en Piémont.
En 1882, à l'occasion du quatrième centenaire de l'entrée du génois Christophe Colomb au service d'Isabelle de Castille, l'amiral Arminjon reçoit du roi Alphonse XII d'Espagne la Grand'Croix du mérite naval espagnol.[réf. nécessaire]
Victor Arminjon meurt le 4 février 1897, à Gènes.

## Armoiries
Les armes des Arminjon se blasonnent ainsi D'azur aux mains gantées d'or, mouvant du flanc senestre, tenant un arc bandé et fléché du même.

## Publications
Il publie de nombreux ouvrages sur « l'art nautique et ses applications, sur l'artillerie, la tactique navale, la défense des côtes ». 
- Il Giappone e il viaggio della corvetta Magenta del 1866, Genova 1869
- La China e la Missione italiana del 1866, Firenze 1885, à l'occasion d'un voyage en Chine et au Japon

## Postérité
Une rue porte son nom à Rome (Via Vittorio Arminjon).